# Paul Linz
Paul Linz (* 4. Januar 1956 in Trier) ist ein ehemaliger deutscher Fußballspieler und heutiger Trainer.

## Als Spieler
Das Fußballspielen erlernte der Stürmer in seiner Heimatstadt beim VfL Trier, dem SV Trier-West-Euren und Eintracht Trier. Im Seniorenbereich spielte er zunächst vier Jahre für den VfL Trier, bevor er 1978 in den Profibereich wechselte.
Als aktiver Profisportler bestritt Paul Linz insgesamt 33 Bundesliga-Spiele für Werder Bremen (1978/79) und Waldhof Mannheim (1983/84). Für die Hanseaten absolvierte er auch drei Partien im Intertoto-Cup und traf dabei doppelt beim 2:1-Auswärtssieg gegen Standard Lüttich. Seine Torgefährlichkeit stellte er vor allem in der 2. Bundesliga unter Beweis, in 233 Spielen erzielte der Angreifer insgesamt 115 Tore für den OSC Bremerhaven, Freiburger FC, Waldhof Mannheim und VfL Osnabrück.
Zu seinen größten Erfolgen als Spieler gehörten der Aufstieg in die Bundesliga mit dem SV Waldhof (1982/83) und der Aufstieg in die 2. Bundesliga mit dem VfL Osnabrück (1984/85). Später gewann er noch mit Eintracht Trier (1989) und dem FSV Salmrohr (1990) jeweils die Deutsche Amateurmeisterschaft, sowie vier Mal den Rheinlandpokal mit den Salmtalern.

## Als Trainer
Als Spielertrainer gewann Paul Linz mit dem FSV Salmrohr im Jahr 1990 die Deutsche Amateurmeisterschaft und wurde 1992 Meister der Oberliga Südwest. Seit 1994 arbeitet er als Vereinstrainer und seinen größten Erfolg feierte er 2001/02 mit dem Aufstieg des SV Eintracht Trier 05 in die 2. Fußball-Bundesliga. Nach dem Zweitligaabstieg des Vereins in die Regionalliga 2004/05 gab Paul Linz seinen Rücktritt vom Traineramt bekannt. Nicht zuletzt deswegen, weil es direkt nach dem Ende des letzten Saisonspiels und dem damit gleichbedeutenden Abstieg zu einem Handgemenge zwischen ihm und einem Anhänger der Eintracht gekommen war und Linz in höchster emotionaler Aufgewühltheit die Fassung verlor.
Ab dem 26. Oktober 2005 amtierte Linz als Coach des Zweitligisten LR Ahlen. Am 3. Mai 2006 stieg Paul Linz mit dem LR Ahlen zum zweiten Mal in seiner Trainerkarriere aus der 2. Bundesliga ab. Kurios ist, dass ausgerechnet der LR Ahlen ein Jahr zuvor den Klassenerhalt seines damaligen Vereins Eintracht Trier verhinderte. Der LR Ahlen gewann damals 4:3 bei TSV 1860 München, während Trier ein 1:1 beim 1. FC Saarbrücken nicht reichte. Die Eintracht musste aufgrund der um ein Tor schlechteren Tordifferenz gegenüber Energie Cottbus absteigen.
Im Dezember 2007 unterschrieb Paul Linz beim Regionalligisten 1. FC Magdeburg. Magdeburg hatte als Saisonziel die Qualifikation für die neu einzuführende 3. Liga ausgegeben, jedoch zur Winterpause sechs Punkte Rückstand auf den notwendigen 10. Platz. Daraufhin wurde sein Vorgänger Dirk Heyne entlassen. Das Saisonziel wurde dennoch nicht erreicht. Ende März 2009 wurde Paul Linz von seinen Aufgaben in Magdeburg freigestellt, da das angestrebte Saisonziel, der Aufstieg in die 3. Liga, in weite Ferne gerückt war. Sein Nachfolger wurde Steffen Baumgart.
Am 8. Januar 2011 wurde Linz als neuer Trainer des saarländischen Vereins Borussia Neunkirchen vorgestellt. Dort wurde er im Dezember 2011 von seinen Aufgaben entbunden. Am 15. September 2014 übernahm Linz bei seinem früheren Verein FSV Salmrohr die Oberliga-Mannschaft und ersetzte das wegen sportlichen Misserfolgs zurückgetretene Trainerduo Uwe Schüller und Jörg Stölben. Im Dezember 2016 trat er „entnervt“ von dem Trainerposten zurück. Nachdem er fast acht Jahre ohne Anstellung war, verkündete der FSV Salmrohr am 24. April 2024 die erneute Verpflichtung von Linz als Cheftrainer des momentan in der sechstklassigen Rheinlandliga spielenden Vereins. Nachdem der Verein am Saisonende in die Bezirksliga abgestiegen war, verließ Linz den Klub jedoch wieder.

## Auszeichnungen
- 2002 Maju-Preisträger für sein Lebenswerk[5]

## Sonstiges
Seit den frühen 1990er Jahren bis Ende 2003 betrieb Linz in seiner Geburtsstadt Trier zudem das Sportartikelgeschäft Sport Linz. Und seit September 2013 betreibt Linz zusammen mit Dieter Lüders eine Fußballgolf-Anlage im rheinland-pfälzischen Riol direkt an der Mosel gelegen. Er lebt mit seiner Familie in Waldrach.